# غروفر كوفنغتون
غروفر كوفنغتون (بالإنجليزية: Grover Covington)‏ هو لاعب كرة قدم كندية أمريكي، ولد في 25 مارس 1956 في مونرو في الولايات المتحدة.

## وصلات خارجية
- غروفر كوفنغتون على موقع JustSportsStats.com (الإنجليزية)